# 국민연합사회당

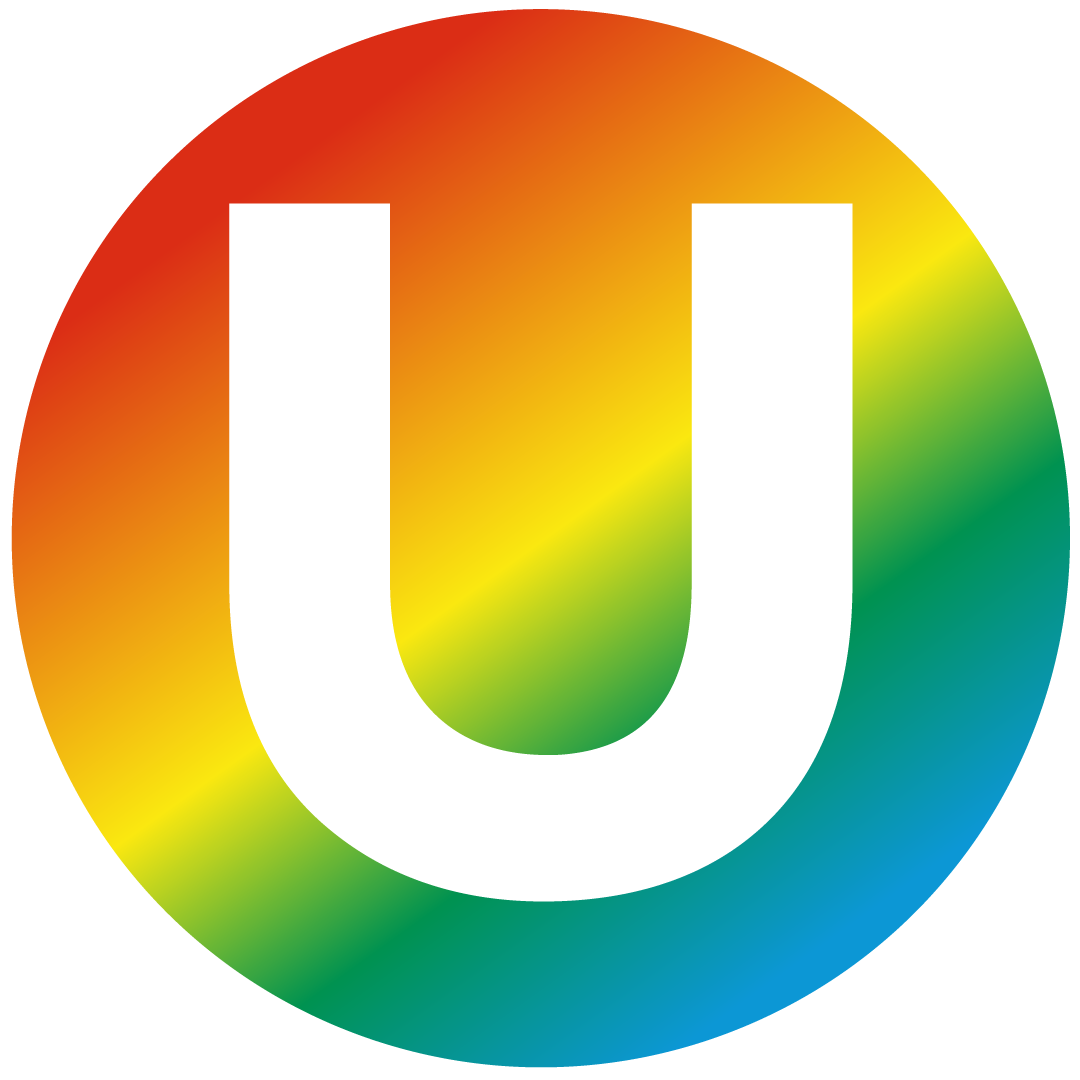

국민연합사회당(國民聯合社會黨, 스페인어: Partido Social de Unidad Nacional)은 콜롬비아의 정당으로, 2005년 설립되었다. 2014년 총선거 결과, 콜롬비아 상원의 경우 민주중도당과 함께 제1당인 반면 콜롬비아 하원의 경우 콜롬비아 자유당에 이어 제2당이다.